# Noci v úplňku
Noci v úplňku (v originále Les Nuits de la pleine lune) je francouzský hraný film z roku 1984 režiséra Érica Rohmera. Jedná se o čtvrtý díl ze série Komedie a přísloví.

## Děj
Louise, která žije ve vztahu s Rémim, se rozhodne přestěhovat se do jeho pařížské garsonky, aby mohla naplno využít svých nočních výletů a měla blízko do centra města. Její partner se k jejímu rozhodnutí nestaví příznivě, je přesvědčený, že se mu Louise tímto způsobem snaží uniknout. V doprovodu kamaráda Octave, který k ní chová ambivalentní city, prožívá nový způsob života i jeho důsledky.
Děj se odehrává mezi Lognes (ville nouvelle v Marne-la-Vallée, tehdy v plné výstavbě) a Paříží.

## Obsazení
| Pascale Ogier         | Louise                 |
| Tchéky Karyo          | Rémi                   |
| Fabrice Luchini       | Octave                 |
| Virginie Thévenet     | Camille                |
| Christian Vadim       | Bastien                |
| László Szabó          | malíř z kavárny        |
| Lisa Garneri          | chůva Tina             |
| Mathieu Schiffman     | přítel Louisy          |
| Anne-Séverine Liotard | Marianne               |
| Hervé Grandsart       | Rémiho přítel Bertrand |
| Noël Coffman          | Stanislas              |

## Ocenění
- Cena za nejlepší ženský herecký výkon (Pascale Ogier) na filmovém festivalu v Benátkách.
- Nominace na Césary v kategoriích Nejlepší film, Nejlepší režisér, Nejlepší scénář, Nejlepší herečka (Pascale Ogier) a Nejlepší herec ve vedlejší roli (Fabrice Luchini).